# Kuper

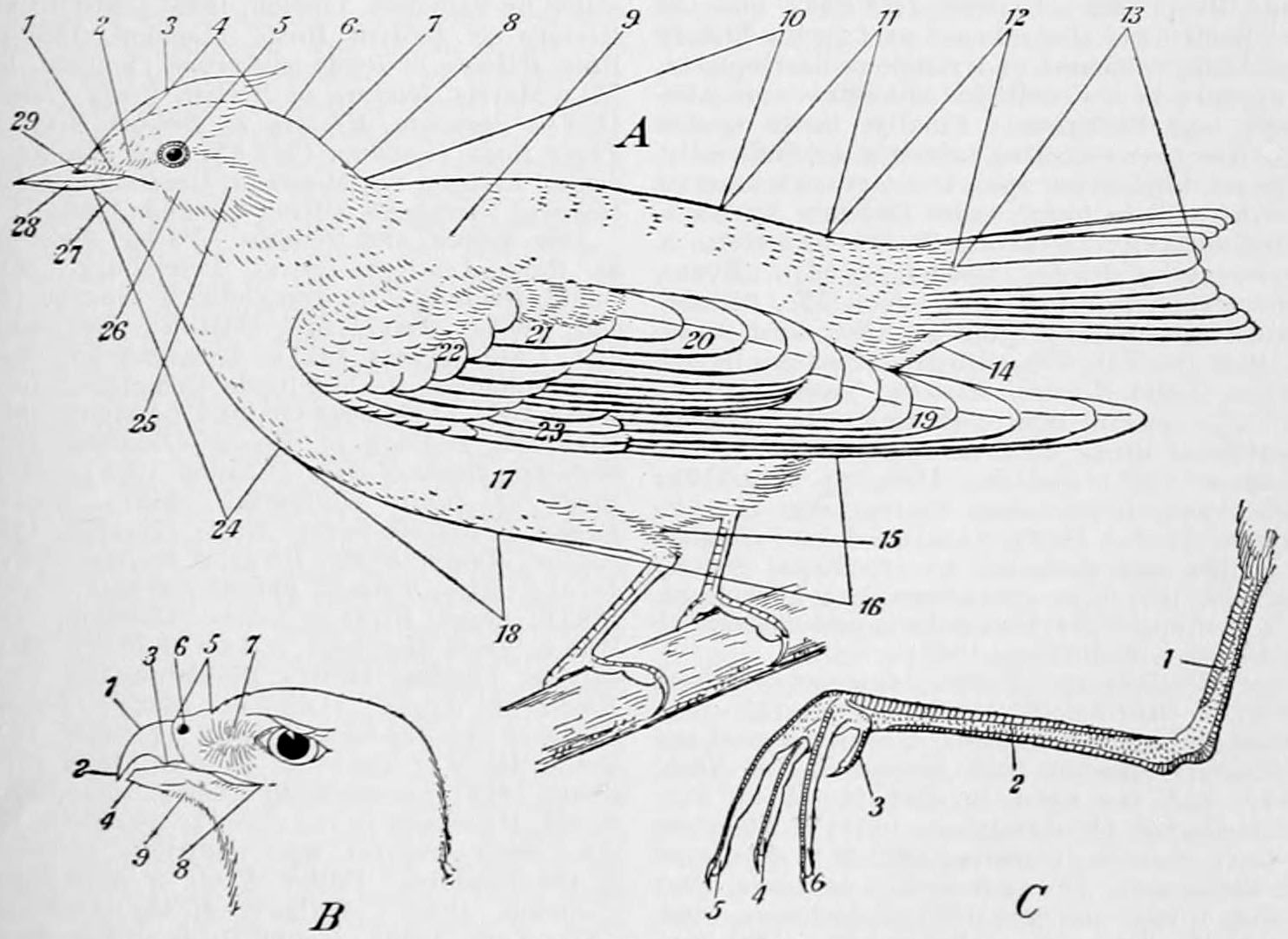
Anatomia ptaka. Kuper oznaczony numerem 11.

Kuper – u ptaków obszar znajdujący się pomiędzy grzbietem a pokrywami nadogonowymi (na wierzchu ciała). Na kuprze znajduje się gruczoł kuprowy.